# Солнечное затмение 30 марта 2033 года
Солнечное затмение 30 марта 2033 года — полное солнечное затмение, которое можно будет наблюдать на территории России и США; Предыдущее затмение на территории России можно увидеть 12 августа 2026 года; следующее полное солнечное затмение будет 9 апреля 2043.
Затмение начнётся на востоке Чукотского автономного округа Россия, пройдёт через Берингов пролив, войдет на территорию Аляски США, затем пройдет по Северному Ледовитому океану где тень и покинет поверхность Земли.
Основные населённые пункты, где можно будет наблюдать полное затмение
| Населенный пункт        | Время UTC | Η☉   | Длительность |
| Беринговский            | 17:44:28  | 1.1° | 1 м 55с      |
| Анадырь                 | 17:47:32  | 0.8° | 0 м 57с      |
| Провидения              | 17:46:35  | 4.7° | 2 м 03с      |
| Ном                     | 17:47:15  | 8.1° | 2 м 30с      |
| Лаврентия               | 17:48:45  | 5.8° | 1 м 58с      |
| пол. ст. О-ов Ратманова | 17:49:17  | 6.7° | 2 м 08с      |
| Уэлен                   | 17:49:51  | 6.4° | 1 м 58с      |
| Барроу                  | 18:01:02  | 11°  | 2 м 36с      |
| Прудо-Бей               | 18:01:17  | 14°  | 1 м 41с      |